# Garuhapé
Garuhapé är en ort i Argentina.   Den ligger i provinsen Misiones, i den nordöstra delen av landet, 900 km norr om huvudstaden Buenos Aires. Garuhapé ligger 177 meter över havet och antalet invånare är 8 259.
Terrängen runt Garuhapé är platt, och sluttar norrut. Närmaste större samhälle är Puerto Rico, 7,1 km väster om Garuhapé.
I omgivningarna runt Garuhapé växer huvudsakligen savannskog. Runt Garuhapé är det ganska glesbefolkat, med 32 invånare per kvadratkilometer.